# Hyptis suaveolens
Espèce
Hyptis suaveolens, le Chan, est une espèce de plantes à fleurs de la famille des Lamiacées. La plante est bien connue comme une pseudo-céréale en Amérique latine.

## Description
La plante fait approximativement 2 mètres de haut. Ses fleurs sont pourpres ou blanches, ses feuilles sont ovales, échancrées et pointues. Elle est native du continent américain, dans les régions tropicales et semi-tropicales.

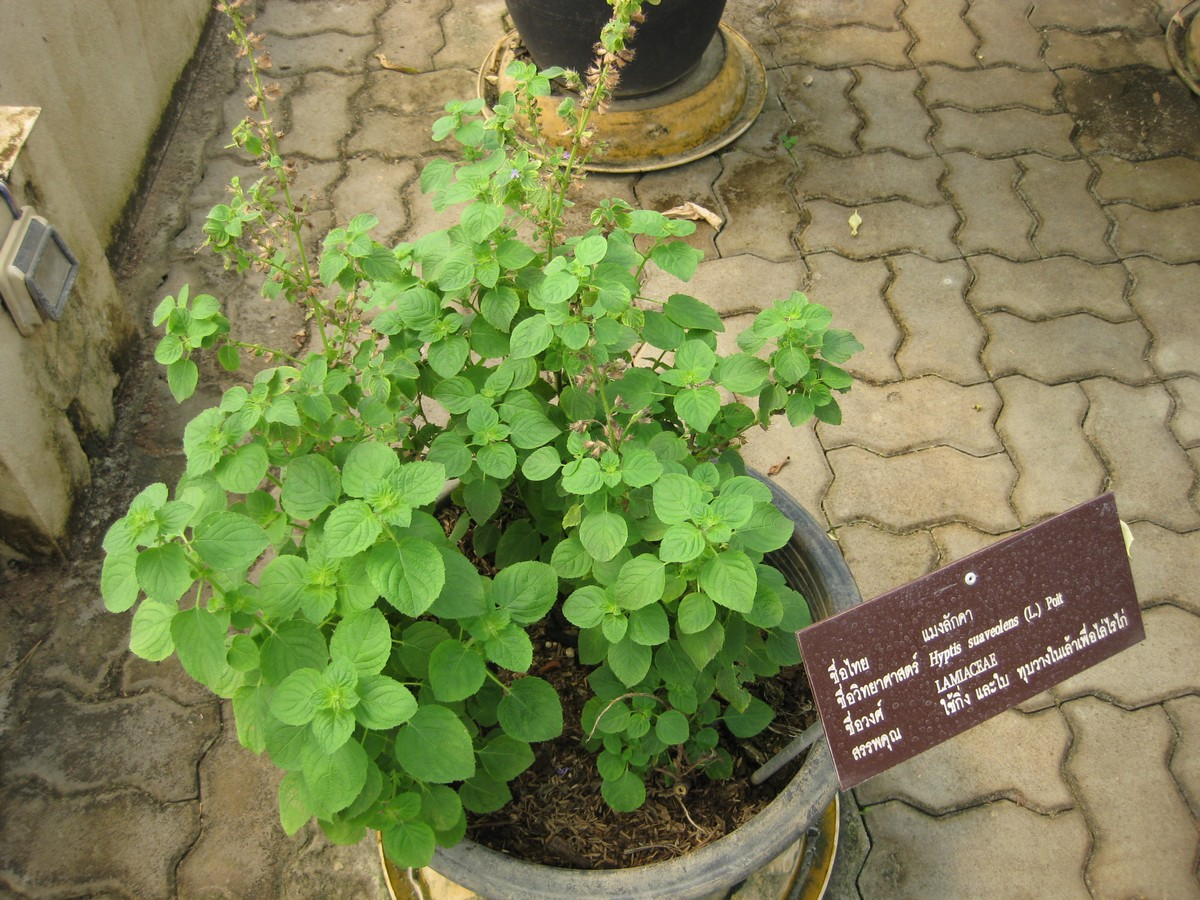
Hyptis suaveolens en pot, au Jardin botanique de la reine Sirikit, en Thaïlande.

## Utilisation
Le Chan est utilisé communément comme une boisson rafraîchissante, en laissant les graines s'imbiber dans l'eau et en rafraîchissant le mélange. Certaines préparations requièrent l'ajout de citron ou d'autres agrumes (citrus) pour parfaire le goût. Le Chan est aussi utilisé traditionnellement comme traitement en cas de diarrhée.
Des études ont montré son effet insecticide. Les feuilles et les graines séchées sont moulues en poudre, cette poudre est ensuite étendue sur les grains, pour les conserver.